# 手之子站
手之子站（日语：／ Tenoko eki */?）是位於山形縣西置賜郡飯豐町大字手之子，東日本旅客鐵道（JR東日本）的米坂線車站。

## 歷史
- 1931年8月10日：米坂東線今泉至此站之間開通，此站啟用。
- 1933年11月10日：此站至羽前沼澤之間開通[1]。
- 1973年12月10日：終止貨物起卸業務。萩生、伊佐領、玉川口各站也同日終止相關業務。
- 1987年4月1日：隨國鐵分割民營化，車站由東日本旅客鐵道（JR東日本）營運。

## 車站構造

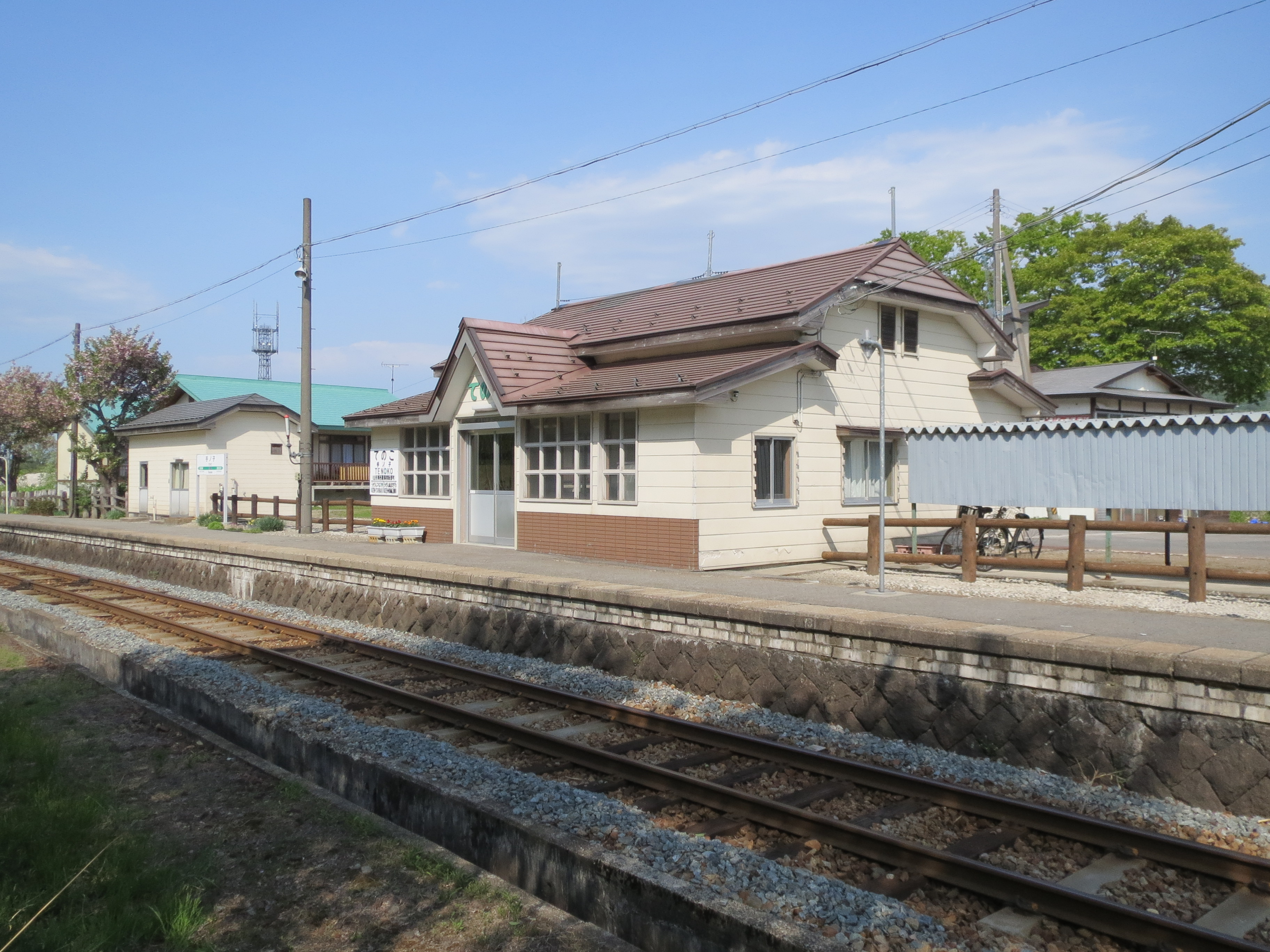
月台

車站是一座地面車站，設有1面1線的單式月台。車站大樓對面的路軌是前·米澤方向月台。現時成為停泊維修車輛的側線。
此站是由小國站管理的無人車站。車站大樓內設有候車室和廁所。

## 使用狀況
根據「山形縣」的資料，在2004年度1日平均乘車人次為24人。
| 乘車人次變化 | 乘車人次變化 |
| 年度         | 1日平均人次  |
| ------------ | ------------ |
| 2000         | 38           |
| 2001         | 36           |
| 2002         | 28           |
| 2003         | 28           |
| 2004         | 24           |

## 車站周邊
- 國道113號（日语：国道113号）
- 手之子郵局

## 相鄰車站
東日本旅客鐵道（JR東日本）
■米坂線
□快速「紅花」、■普通
羽前椿－手之子－羽前沼澤

## 注腳
1. ↑  日本《官報》第2054號「鐵道省告示第512號」，1933年11月4日：第65頁。
2. ↑  『山形県の鉄道輸送』平成26年度版 - 山形県 （页面存档备份，存于）（日語）

## 外部連結
- 車站資訊（手之子）：東日本旅客鐵道（日語）